# Fanciullo che legge Cicerone
Il Fanciullo che legge Cicerone (o Cicerone, fanciullo, che legge) è un affresco staccato di Vincenzo Foppa proveniente dal Banco Mediceo di Milano, dove fu dipinto verso il 1464, ora conservato alla Wallace Collection di Londra.

## Storia
L'opera è documentata dal Trattato di architettura di Filarete, che ricorda l'opera del pittore nella loggia del giardino e nelle sale della sede milanese del Banco Mediceo. Il ciclo, eccezionalmente di soggetto profano, comprendeva scene dedicate alla storia romana, tra cui compariva anche un Traiano, descritto come "degnissimo e ben fatto, con altre figure di hornamento".

## Descrizione e stile
Il Fanciullo è un tributo allo spirito del Rinascimento che aveva risvegliato l'interesse verso l'età classica. Il ragazzo, ben abbigliato, come si confaceva all'alta borghesia, è rappresentato in un ambiente scandito da pochi e misurati elementi architettonici, quali la terrazza aperta verso un loggiato e un giardino sullo sfondo. L'iscrizione latina sulla panca dietro il bambino suggerisce l'autore del libro che sta leggendo, "M. T. CICERO", cioè Marco Tullio Cicerone. L'infante stesso potrebbe rappresentare il giovane Cicerone, ma il suo abbigliamento rivela comunque l'ispirazione moderna e il desiderio di instaurare un confronto tra gli antichi e gli uomini del presente. 
L'opera è caratterizzata da una solennità compositiva e da una semplificazione formale che crea un sereno e pacato ambiente naturale, soprattutto nel cielo cupo a ridosso degli alberi e nella calma e poetica figura infantile. Non mancano, però, alcune incertezze nella spazialità, solo superficialmente impostata in prospettiva: l'artista, infatti, non segue con rigore le regole geometriche fornite nel quasi coevo trattato "De pictura" di Leon Battista Alberti (1435) e non adotta, pertanto, un punto di fuga unificato per le mattonelle del pavimento, né si cura di altri dettagli non meno significativi, quali il bordo del parapetto che sembra svanire all'improvviso o lo schienale della panca non allineato al muro. L'uso della luce è convenzionale, poiché illumina il volto del bimbo girato verso il basso, ma non il fianco del mobiletto davanti a lui. Nonostante ciò, la mano del pittore indaga i dettagli, come i libri sulle mensole, con un approccio che rivela un contatto con l'arte fiamminga, filtrato magari attraverso i maestri toscani.